# Liste des édifices norbertins en Belgique

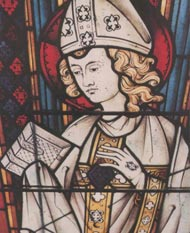
Saint Norbert de Xanten, fondateur de l'ordre norbertin.

Cet article présente la liste des édifices norbertins en Belgique, actifs ou ayant existé sur le territoire belge actuel, c'est-à-dire les abbayes, prieurés et monastères regroupant des religieuses régulières ou des religieux réguliers de l'ordre des Prémontrés. Pour chaque édifice norbertin, il est précisé sa localisation, la mention de chanoines ou de chanoinesses associée aux dates de début et de fin du statut d'édifice prémontré, l'indication si la communauté religieuse est toujours active, et enfin, sur deux ou trois lignes, l'origine du rassemblement de cette communauté.

## Belgique

### Région de Bruxelles-Capitale
- Abbaye de la Cambre (Ixelles), chanoines prémontrés depuis 2013 et toujours en activité
À l'origine, l'abbaye est fondée vers 1201, par une Dame noble, Gisèle, avec l'appui des moines de l'abbaye de Villers. Gisèle reçoit de Henri Ier duc de Brabant les Étangs d'Ixelles, un moulin à eau et l'enclos environnant le monastère. Depuis octobre 2013, une partie de l'abbaye, devenue prieuré, est occupée par les chanoines Prémontrés de l'abbaye de Leffe.

- Abbaye de Dieleghem (Jette), chanoines prémontrés depuis 1210 jusqu'en 1796
La fondation officielle d'une communauté de religieux à Wolvertem remonte à 1095. Vers 1210, Henri, seigneur de Zottegem, cède ses terres jettoises, offrant des terres alluvionnaires à cultiver, l’abondance de pierres de carrière et la garantie d’une certaine sécurité. Lors de son déménagement, la communauté adopte la réforme de Norbert de Xanten.

| \| Cambre Dieleghem \| Édifices norbertins sur la carte de la Région de Bruxelles. |
| Cambre Dieleghem                                                                   |

### Région flamande

#### Province d'Anvers
- Abbaye Saint-Michel d'Anvers (Anvers), chanoines prémontrés depuis la fondation jusqu'en 1831, date de sa destruction lors de la Première coalition
Elle est fondée en 1124 par Norbert de Xanten après l'occupation de son église par un collège de clercs séculiers.

- Abbaye de Postel (hameau Postel, Mol), chanoines prémontrés depuis 1138 et toujours en activité
Le bâtiment est érigé vers 1135 par un gentilhomme, Postrade d'Altena. Les moines de l'abbaye de Floreffe reçoivent Postel en donation en 1138, et y fondent un prieuré. Avant d'obtenir le statut d'abbaye en 1618, Postel devient prévôté, en 1613.

- Abbaye de Tongerlo (village Tongerlo, Westerlo), chanoinesses et chanoines prémontrés depuis 1128, les chanoines sont toujours en activité
L'abbaye de Tongerlo est fondée en 1128 en l'honneur de la bienheureuse Vierge Marie, par Giselbert de Kasterlee, seigneur de Casterlé. Ce dernier offre des terres pour un groupe fondateur prémontré venant de l'abbaye Saint-Michel d'Anvers, Giselbert de Kasterlee devenant lui-même un frère convers dans la nouvelle communauté.

| \| Anvers Postel Tongerlo \| Édifices norbertins sur la carte de la province d'Anvers. |
| Anvers Postel Tongerlo                                                                 |

#### Province du Brabant flamand
- Abbaye d'Averbode (section Averbode, Montaigu-Zichem), chanoines prémontrés depuis le XIIe siècle et toujours en activité
Vers 1131, Arnould, comte de Looz, invite des chanoines prémontrés de l'abbaye Saint-Michel d'Anvers à s’installer dans ce coin retiré de son comté. Il s’y trouve déjà une chapelle ancienne datant de 1107, dédiée à saint Jean-Baptiste. Le site est légèrement élevé et les terres sont fertiles. Les chanoines acceptent.

- Prieuré de Gempe (hameau Gempe, Tielt-Winge), chanoines[Information douteuse] prémontrés entre 1219 et la Révolution française
Le prieuré norbertin de l’Ile-duc à Gempe est fondé en 1219 par le chevalier Renier d’Udekem. Le pieux chevalier transforma son château de Pellenberg en couvent pour y héberger ses huit filles. Henri Ier, duc de Brabant, lui donna douze bonniers de terres labourables, prairies, bois et marais et un moulin situés à Gempe.

- Abbaye de Grimbergen (Grimbergen), chanoines prémontrés depuis 1124 et toujours en activité
Au XIIe siècle, Gauthier Berthout, seigneur de Grimbergen, souhaite établir une abbaye sur ses terres. Après deux essais infructueux, avec des chanoines de Saint Augustin puis des bénédictins, vers 1105, son successeur s’adresse à Norbert de Xanten, qui lui envoie de Prémontré un groupe de chanoines conduit par Humbert. Ils s’installent à Grimbergen en 1124.

- Abbaye de Parc (section Heverlee, Louvain), chanoines prémontrés depuis 1129 et toujours en activité
En 1129, des chanoines prémontrés venant de Laon, dans le Nord de la France, s'installent sur des terres offertes par Godefroid le Barbu, duc de Brabant.

| \| Louvain Averbode Gempe Grimbergen Parc \| Édifices norbertins sur la carte du Brabant flamand. |
| Louvain Averbode Gempe Grimbergen Parc                                                            |

#### Province de Flandre-Occidentale
- Abbaye Saint-Nicolas de Furnes (Furnes, Flandre-Occidentale), chanoines prémontrés entre 1135 et 1796.
L'abbaye est fondée en 1120 avec l'agrément de Charles le Bon, comte de Flandre, et de l'évêque Jean Ier de Warneton, pour héberger initialement des chanoines augustins qui deviendront prémontrés en 1135.

| \| Bruges Furnes \| Édifices norbertins sur la carte de Flandre-Occidentale. |
| Bruges Furnes                                                                |

#### Province de Flandre-Orientale
- Abbaye de Ninove (Ninove), chanoines prémontrés depuis 1137 jusqu'en 1796
En 1137, à l’invitation de Gérard, seigneur de Ninove, sept chanoines prémontrés de l’abbaye de Parc s’installent sur un terrain qui leur est offert au bord de la Dendre. Les débuts sont difficiles. Le premier supérieur est démis de ses fonctions et le deuxième prend la fuite. Le vrai fondateur est le troisième religieux, un certain Gérard, venu de Prémontré en France.

- Abbaye de Tronchiennes (ancien village Tronchiennes, Gand), chanoines prémontrés depuis 1138 jusqu'en 1796
Une première version souligne que l'abbaye aurait été fondée par saint Basin, père de Sainte Aldegonde, au VIIe siècle. Il y installe des chanoines et y passe la fin de sa vie, y mourant en odeur de sainteté en 661. Une autre version associe l’abbaye à l’évangélisation de la région par Saint Amand, les premiers occupants étant des chanoines séculiers.

| \| Gand Ninove Tronchiennes \| Édifices norbertins sur la carte de Flandre-Orientale. |
| Gand Ninove Tronchiennes                                                              |

#### Province de Limbourg
| \| Hasselt \| Édifices norbertins sur la carte de Limbourg. |
| Hasselt                                                     |

### Région wallonne

#### Province du Brabant wallon
- Abbaye de Bois-Seigneur-Isaac (section Ophain-Bois-Seigneur-Isaac, Braine-l'Alleud), chanoines prémontrés entre 1903 et 1957, toujours en activité
Au XIe siècle, le seigneur Isaac, parti en croisade et retenu prisonnier des Sarrasins fut libéré à la suite d’une vision de la Vierge Marie. À son retour au pays il construisit dans son bois une chapelle dédiée à Notre-Dame. La peste étant enrayée partout où passait la statue de la Vierge, l’évêque de Cambrai reconnut en 1410 le miracle et la chapelle devint lieu de pèlerinage.

- Abbaye d'Heylissem (Hélécine), chanoines et chanoinesses prémontrés depuis 1130 environ (les chanoinesses s'installant à Cologne en 1142) jusqu'en 1796
Au XIIe siècle, comme beaucoup de seigneur ayant à cœur le bien spirituel de ses sujets, Renier de Zétrud-Lumay, avec l’aide de son frère Gérard, abbé bénédictin de Florennes, sollicite les prémontrés, un nouvel ordre religieux, fondé en 1120 et à l’expansion rapide, combinant de manière originale la vie de chœur avec l’engagement pastoral.

| \| Wavre Bois-Seigneur-Isaac Heylissem \| Édifices norbertins sur la carte du Brabant wallon. |
| Wavre Bois-Seigneur-Isaac Heylissem                                                           |

#### Province de Hainaut
- Abbaye de Bonne-Espérance (section Vellereille-les-Brayeux, Estinnes), chanoines prémontrés depuis 1130 jusqu'en 1797
Guillaume, le fils de Raynard, seigneur de Croix-lez-Rouveroy, est séduit par les idées de l'hérétique Tanchelin. Norbert de Xanten parvenant à convertir Guillaume à la foi catholique, Raynard offre à la communauté de l'abbaye de Prémontré ses terres situées au lieu-dit de Ramegnies, communauté qui s'implante plus tard sur le territoire de Vellereille-les-Brayeux.

- Prieuré de Celle (Pont-à-Celles), chanoines prémontrés depuis le XIIIe siècle jusqu'en 1832
À l'origine c'est un monastère fondé en 670 par saint Amand, administré à partir du XIIIe siècle comme prieuré prémontré dépendant de l'abbaye de Parc.

- Abbaye Saint-Feuillien du Rœulx (Le Rœulx), chanoines prémontrés depuis 1125 jusqu'en 1797
Au début du XIIe siècle, un petit groupe de religieux prémontrés de Fosses vient s'établir dans le vieux Ruez, endroit stérile et désolé, avec la volonté de conserver les lieux du martyre de leur patron, Feuillien, le moine irlandais venu évangéliser les environs puis martyrisé dans la forêt Charbonnière le 31 octobre 655.

| \| Mons Bonne-Espérance Le Rœulx \| Édifices norbertins sur la carte de Hainaut. |
| Mons Bonne-Espérance Le Rœulx                                                    |

#### Province de Liège
- Abbaye du Mont Cornillon (quartier Amercœur, Liège), chanoines prémontrés de 1124 à 1288 
L'abbaye fut fondée en 1124 par Albéron Ier de Louvain, évêque de Liège, sous la forme d'un monastère double destiné aux chanoines réguliers de l'abbaye de Floreffe, près de Namur. Cette fondation intervenait trois ans après celle de l'Ordre des Prémontrés par Norbert de Xanten.

| \| Liège \| Édifices norbertins sur la carte de la Province de Liège. |
| Liège                                                                 |

| \| Mont Cornillon \| Édifices norbertins sur la carte de la Ville de Liège. |
| Mont Cornillon                                                              |

#### Province de Luxembourg
| \| Arlon \| Édifices norbertins sur la carte de Luxembourg. |
| Arlon                                                       |

#### Province de Namur
- Prieuré de Courrière (section Courrière, Assesse), chanoines prémontrés présents au XVIIe siècle
Il s'agit d'un prieuré désaffecté qui dépendait de l'abbaye Notre-Dame de Leffe, situé au-dessus de Lustin et près de Maillen, sur le ruisseau de Tailfer.

- Abbaye de Floreffe (Floreffe), chanoines prémontrés depuis 1122 jusqu'en 1797
Norbert de Xanten, sur le chemin qui le conduisait de Cologne à son prieuré de Prémontré dans l'Aisne, fut reçu par le comte Godefroi Ier de Namur et sa femme Ermesinde de Luxembourg. Impressionné par son zèle pastoral et sa personnalité rayonnante, le comte de Namur lui offrit une terre à Floreffe pour y installer un groupe de disciples, qui arrivèrent en 1122.

- Abbaye Notre-Dame de Leffe (quartier Leffe, Dinant), chanoines prémontrés depuis 1152 et toujours en activité
Saint Materne, évêque de Tongres, serait venu évangéliser Dinant et y opérer de nombreuses conversions. Il aurait fait construire deux petites églises en l'honneur de Marie, dont une à Leffe. À partir du Xe siècle, des chanoines séculiers s'occupent du sanctuaire, avant que Henri IV, comte de Luxembourg et de Namur ne désire y voir établis les religieux prémontrés.

| \| Namur Floreffe Notre-Dame de Leffe Courrière \| Édifices norbertins sur la carte de la Province de Namur. |
| Namur Floreffe Notre-Dame de Leffe Courrière                                                                 |